# بيدرو مانويل موتا بينتو
بيدرو مانويل موتا بينتو (8 نوفمبر 1994 في البرتغال - ) هو لاعب كرة قدم برتغالي في مركز الدفاع. لعب مع نادي فيتوريا سيتوبال.

## وصلات خارجية
- بيدرو مانويل موتا بينتو على موقع قاعدة بيانات كرة القدم.إي يو (الإنجليزية)
- بيدرو مانويل موتا بينتو على موقع Soccerway.com (الإنجليزية)
- بيدرو مانويل موتا بينتو على موقع AS.com (الإسبانية)